# NGC 4510
NGC 4510 este o galaxie eliptică situată în constelația Dragonul. A fost descoperită în 9 septembrie 1866 de către Heinrich Louis d'Arrest. Se află la o distanță de 42,87 de megaparseci de Pământ.